# مزرعة الجرين
مزرعة الجرين هي إحدى القرى اللبنانية من قرى قضاء مرجعيون في محافظة النبطية.